# Aslan Biutukàiev
Aslan Avgazaróvitx Biutukàiev (en rus: Асла́н Авгаза́рович Бютука́ев; 22 d'octubre 1974, Atxhoi-Martan, ASSR de Txetxènia-Ingúixia, URSS - 20 de gener 2021, Katir-Iurt, Txetxènia, Rússia) fou un terrorista i senyor de la guerra islamista i líder txetxè de militants al Caucas del Nord, també conegut amb el sobrenom «Abubakar» i el pseudònim «Amir Khamzat».
Comandant del batalló suïcida de Riyadus-Salihin. Comandant de la Direcció Occidental de la Wilaya Nokhtxiycho de l'Emirat del Caucas,   diputat i successor de Dokà Umàrov en convertir-se en emir de la Wilaya Nokhtxiycho (Emirat del Caucas) després de la seva mort. anys més tard va jurar fidelitat amb l'ISIL, després de l'assassinat de Rustam Aselderov, es va convertir en emir de la Província del Caucas (un branca de l'ISL al Caucas del Nord).